# Freja Olofsson
Freja Siri Margareta Olofsson (* 24. Mai 1998 in Örebro) ist eine schwedische Fußballspielerin. Zumeist wird sie als zentrale oder defensive Mittelfeldspielerin eingesetzt.

## Karriere

### Verein
Freja Olofsson begann ihre Laufbahn im Fußballsport in ihrer Geburtsstadt Örebro in der Jugend von IK Sturehov und später Örebro SK. Für letztere spielte sie ab 2013 in der Division 1, der dritten Spielklasse im schwedischen Frauenfußball. Im Jahr 2015 wechselte die damals 17-Jährige während der Saison zum Erstligisten KIF Örebro und brachte es auf fünf Einsätze in der Damallsvenskan. In jener Spielzeit debütierte Olofsson auch in der Women’s Champions League, in der sie mit ihrer Mannschaft im Achtelfinale an Paris Saint-Germain scheiterte. Ab der Saison 2016 schaffte es die junge Mittelfeldspielerin in die Stammmannschaft, mit ihrem Team musste sie jedoch nach einem schwachen Spieljahr 2017, bei dem KIF Örebro den zwölften und letzten Platz belegte, den Weg in die Elitettan antreten. Nach dem sofortigen Wiederaufstieg im Jahr 2018 wechselte Freja Olofsson in die norwegische Toppserien zu Arna-Bjørnar. Am ersten Spieltag der Meisterschaft, am 24. März 2019, zog sie sich gegen Trondheims-Ørn nur sieben Minuten nach ihrer Einwechslung einen Kreuzbandriss zu und fiel für den Rest des Jahres verletzt aus. Im Anschluss kehrte Freja Olofsson zu ihrem ehemaligen Verein KIF Örebro zurück, bei dem sie es in der Saison 2020 auf 21 Spiele und zwei Tore brachte. Im Dezember 2020 unterschrieb sie für das US-amerikanische Franchise Racing Louisville FC, das zur Spielzeit 2021 erstmals in die National Women’s Soccer League aufgenommen worden war. In der nordamerikanischen Profiliga brachte sie es auf 37 Einsätze, bevor sie im September 2022, noch vor Ablauf der Saison, zum spanischen Verein Real Madrid wechselte.

### Nationalmannschaft
Freja Olofsson spielte von 2014 bis 2015 in der schwedischen U-17-Nationalmannschaft, mit der sie in der Qualifikation zur EM 2015 in der Eliterunde scheiterte. Von 2016 bis 2017 kam sie für die U-19 zum Einsatz, scheiterte jedoch erneut in der Eliterunde der Qualifikation zur EM 2017. Am 21. Oktober 2021 bestritt Olofsson ihr erstes Spiel für die U-23-Nationalmannschaft. Für die Freundschaftsspiele gegen China und Deutschland im Februar 2023 wurde Freja Olofsson erstmals in die A-Nationalmannschaft einberufen, kam jedoch zu keinem Einsatz.

## Erfolge
Racing Louisville
- The Women’s Cup: 2021